# Murs for President
Murs for President – siódmy solowy album amerykańskiego rapera występującego pod pseudonimem MURS. Ukazał się 30 września 2008 nakładem wytwórni Warner Bros. Records. Gościnnie pojawili się tacy muzycy jak Snoop Dogg, will.i.am czy 9th Wonder. Miksem materiału zajął się DJ Quik.

## Lista utworów
Opracowano na podstawie źródła:
| #  | Tytuł                                                    | Gościnnie   | Producent      | Czas | Sample                                                    |
| -- | -------------------------------------------------------- | ----------- | -------------- | ---- | --------------------------------------------------------- |
| 1  | "Intro"                                                  |             |                | 1:47 |                                                           |
| 2  | "I'm Innocent"                                           |             | 9th Wonder     | 3:52 | - Honey Cone - "Innocent 'Til Proven Guilty"              |
| 3  | "Lookin' Fly"                                            | will.i.am   | Keith Harris   | 3:59 | - Al Hirt - "Theme from The Green Hornet"                 |
| 4  | "The Science"                                            |             | Scoop DeVille  | 4:55 |                                                           |
| 5  | "Can It Be (Half a Million Dollars and 18 Months Later)" |             | Scoop DeVille  | 3:43 | - Michael Jackson - "I Wanna Be Where You Are"            |
| 6  | "Everything"                                             |             | LT Moe         | 3:34 | - James Blunt - "I'll Take Everything"                    |
| 7  | "Road Is My Religion"                                    |             | Mr. Khaliyl    | 4:13 |                                                           |
| 8  | "Sooo Comfortable"                                       |             | Josef Leimberg | 5:02 |                                                           |
| 9  | "Time Is Now"                                            | Snoop Dogg  | Terrace Martin | 4:55 |                                                           |
| 10 | "Think You Know Me"                                      |             | Nottz          | 4:00 | - The Originals - "Moment of Truth"                       |
| 11 | "Me and This Jawn"                                       |             | Nottz          | 3:34 | - The Isley Brothers - "For the Love of You (Part 1 & 2)" |
| 12 | "Love and Appreciate II"                                 | Tyler Woods | 9th Wonder     | 4:31 | - Freda Payne - "Now It's Time To Say Goodbye"            |
| 13 | "A Part of Me"                                           |             | Terrace Martin | 4:22 |                                                           |
| 14 | "Break Up (The OJ Song)"                                 |             | Knotch         | 4:08 | - Anthony Hamilton - "Charlene"                           |
| 15 | "Breakthrough"                                           |             | 9th Wonder     | 4:05 | - The Main Ingredient - "Just Once"                       |